# Lidia Jiga
Lidia Jiga (n. 1 mai 1932, Veneția de Jos, România – d. 7 noiembrie 1970, Harkov, RSS Ucraineană, URSS) a fost o dresoare de animale, cunoscută pentru activitatea sa în spectacolele de circ cu lei, tigri și pantere. A susținut reprezentații în diverse turnee internaționale și a fost angajată la Circul de Stat din România. Cariera sa s-a încheiat în urma unui incident survenit în timpul unei reprezentații la Harkov.

## Biografie

### Formare profesională
Lidia Jiga a fost crescută de o familie din localitatea Veneția de Jos, Țara Făgărașului, până la vârsta de 12 ani, după ce a rămas orfană de mamă la 8 luni și a fost părăsită de tată. A urmat școala primară în Veneția de Jos și liceul la Deva și Cluj. În 1953 s-a mutat la București, unde a fost admisă la Institutul de Teatru, lucrând în paralel ca figurantă la Teatrul Armatei și la Teatrul Municipal din București.
Conform relatărilor, în această perioadă a început să frecventeze Circul Krateyl, care a fost naționalizat și transformat în Circul de Stat în 1954, unde a fost angajată ca îngrijitoare de urși. Ulterior, la 15 august 1959, a devenit elev dresor, având-o drept mentor pe Dina Mihalcea, actriță și prim-dresoare de urși.

### Carieră

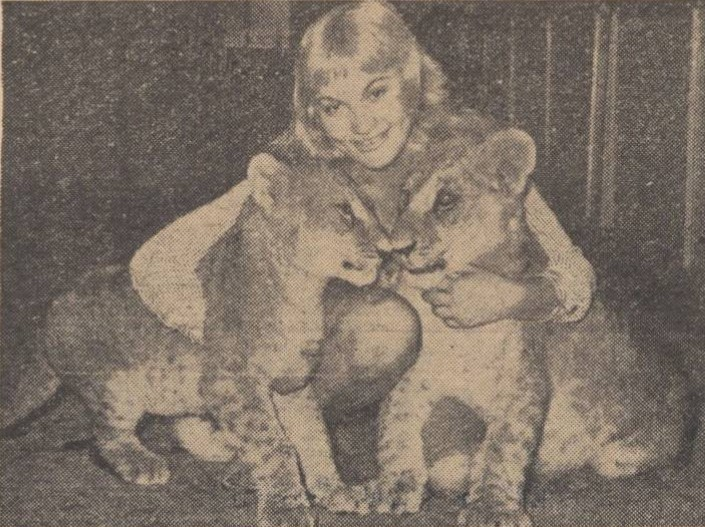
Dresoarea Lidia Jiga în 1961

Ca dresoare de animale, Lidia Jiga a activat în spectacole cu lei, tigri și pantere. Pe parcursul carierei, a colaborat cu mai multe circuri europene, fiind angajată la Circul de Stat din România. În 1969, la Hamburg, în timpul unui spectacol al circului Willy Hagenbeck, a fost grav rănită la braț de un tigru Bengal, după ce s-a interpus între animal și un cetățean.
De-a lungul activității sale, a susținut turnee internaționale și a participat la reprezentații în mai multe țări. Contribuția sa în domeniul dresajului de animale a fost remarcată prin colaborările cu formațiuni de circ recunoscute, însă impactul său asupra tehnicilor de dresaj necesită surse suplimentare.

### Decesul
La 7 noiembrie 1970, în timpul unui spectacol desfășurat la Circul din Harkov, Lidia Jiga a decedat în urma unui atac din partea animalelor dresate. Potrivit relatărilor din presa vremii, în timpul reprezentației, leul Ruslan a lovit-o în zona șoldului, iar tigrul Amur a atacat-o, provocându-i răni fatale. Unele surse menționează că, la scurt timp după incident, tigrul Amur a fost transferat la Menajeria Circului de Stat din București, unde a murit, însă nu există date oficiale privind circumstanțele exacte ale decesului său.

## Moștenirea și impactul asupra circului
Figura Lidiei Jiga a influențat evoluția circului românesc prin transformarea tehnicilor tradiționale de dresaj într-o formă de artă a relației dintre om și animal; inovațiile sale au contribuit la modernizarea imaginii circului. Incidentul care i-a cauzat moartea a generat discuții despre siguranța spectacolelor cu animale sălbatice, iar figura sa a fost subiectul unor analize privind practicile dresajului. Sursele existente menționează că moartea sa a avut un impact asupra percepției publicului față de spectacolele cu animale. 